# Caenaugochlora beethoveni
Caenaugochlora (Ctenaugochlora) beethoveni – gatunek błonkówki z rodziny smuklikowatych i plemienia Augochlorini.
Gatunek ten został opisany w 1995 roku przez Michaela S. Engela.
Na głowie i tułowiu tej pszczoły przeważa barwa czarna. Jej przednie skrzydła są całkiem przezroczyste do najwyżej nieco przydymionych. Pozatułów między rowkami części nasadowej jest skórzaście pomarszczony i skutkiem tego matowy. Metasoma o targa ubarwionych ciemnorudobrązowo; na wierzchu pierwszego z nich obecne łuskokształtne, nachodzące na siebie żłobienia. 
Gatunek znany wyłącznie z Kostaryki.